# 魔幻時刻
《魔幻時刻》是日本喜劇大師三谷幸喜導演的第4部電影。票房達39億日圓，2008年日本十大賣座電影。第32届日本電影學院獎八項提名。

## 概要
- 標題「Magic Hour」是攝影用語，指每天黎明和黃昏，日光的餘輝使物體顯得分外美麗，是夢幻般的時刻。本片影射「誰都會有『人生最閃耀的瞬間』」。
- 本片是2008年2月逝世的市川崑導演最後的演出作品，扮演劇中劇「黑的101個女人」的導演。
- 唐澤壽明和戶田惠子出演了三谷幸喜導演的此前所有電影（含本劇）。

## 劇情大綱
「想活命的話，就給我找出傳說中的殺手！」
對港口城市的黑手黨「天鹽商會」老闆的情人瑪莉出手的「紅鞋」俱樂部經理備後登，為了活命，承諾找來傳說的刺客「德拉富堅」。約定日子漸近卻完全無線索的備後，靈機一動找來三流演員村田大樹扮演德拉富堅。誤以為是拍攝電影的村田熱烈表演著，引發了一連串滑稽的誤會。

## 主要演員
- 村田大樹 - 佐藤浩市
- 備後登 - 妻夫木聰
- 高千穂瑪莉 - 深津繪里
- 鹿間夏子（對備後有好感的「紅鞋」俱樂部工作人員）- 綾瀨遙
- 天鹽幸之助（「天鹽商會」老闆）- 西田敏行
- 蘭子（港口旅館女主人）- 戶田恵子
- 黒川裕美（天鹽的手下）- 寺島進
- 長谷川謙十郎（村田大樹的經理人）- 小日向文世
- 鹿間隆（「紅鞋」俱樂部工作人員）- 伊吹吾郎
- 清水医師（港口旅館住客）- 浅野和之
- 菅原虎真（「天鹽商會」会計師）- 市村萬次郎
- 高瀨允（前電影明星）- 柳澤慎一
- 江洞潤（江洞商会会長）- 香川照之
- 太田垣直角（天鹽的手下）- 甲本雅裕
- 市長 - 梅野泰靖
- 警察署長 - 小野武彦
- 電影導演 - 市川崑
- 助監督 - 山本耕史
- 磐田とおる（劇中劇「黑的101個女人」主演）- 中井貴一
- 喪服之女（劇中劇「黑的101個女人」主演）- 天海祐希
- 小夜子（劇中劇「黑暗街的保鏢」主演）- 鈴木京香
- 尼古（劇中劇「黑暗街的保鏢」主演）- 谷原章介
- 劇中劇「黑暗街的保鏢」角色 - 寺脇康文
- ゆべし - 唐澤寿明
- 只野憲二 - 香取慎吾

## 翻拍
- 中国版本：《这个杀手不太冷静》

## 外部連結
- 日文官網 （页面存档备份，存于）